# Nurallao
Nurallao – miejscowość i gmina we Włoszech, w regionie Sardynia, w prowincji Sud Sardynia. Według danych na rok 2004 gminę zamieszkiwało 1426 osób, 41,9 os./km². Graniczy z Isili, Laconi i Nuragus.